# Estudios asiáticos
Estudios asiáticos es el término que se utiliza habitualmente en Norteamérica y Australia para lo que en Europa se conoce como estudios orientales. El campo se ocupa de los asiáticos, su cultura, idiomas, historia y política. Asimismo, los estudios asiáticos combinan aspectos de la sociología, la historia, la antropología cultural y muchas otras disciplinas para estudiar los fenómenos políticos, culturales y económicos en las sociedades tradicionales y contemporáneas asiáticas. Los estudios asiáticos forman un campo de estudios de posgrado en muchas universidades.

## Campos de estudio
- Estudios del sur de Asia
  - Indología (estudios indios)
  - Estudios bengalíes
  - Estudios dravídicos
  - Estudios paquistaníes
  - Sindología
- Estudios del sudeste asiático
  - Estudios filipinos
  - Estudios tailandeses
  - Estudios vietnamitas
  - Estudios indonesios
- Estudios de Asia Oriental
  - Sinología (estudios chinos)
  - Estudios taiwaneses
  - Japonología (estudios japoneses)
  - Coreanología (estudios coreanos)
  - Estudios mongoles
    - Tangutología (estudios de la etnia tangut)

  - Tibetología (estudios tibetanos)
  - Estudios uigures
- Estudios de Oriente Medio
  - Estudios judaicos
  - Estudios iraníes
- Estudios de Asia Central
  - Turcología (estudios turcos)
- Estudios semíticos
  - Asiriología (estudios asirios)
  - Estudios hebraicos
  - Estudios judaicos (a menudo superpuestos con estudios de Oriente Medio)
  - Estudios islámicos (a menudo superpuestos con estudios de Oriente Medio y Asia central)